# بيل هولاند (منافس ألعاب قوى)
بيل هولاند (بالإنجليزية: William Holland)‏ هو منافس ألعاب قوى أمريكي، ولد في 3 مارس 1874 في بوسطن في الولايات المتحدة، وتوفي في 20 نوفمبر 1930 في مالدن في الولايات المتحدة.

## وصلات خارجية
- ويليام هولاند على موقع أوليمبيديا (الإنجليزية)